# كارمن لورنس
كارمن لورنس (بالإنجليزية: Carmen Lawrence) (و. 1948 – م)هي سياسية، وأستاذة جامعية من أستراليا . تولت منصب عضو مجلس النواب الاسترالى (12 مارس 1994–17 أكتوبر 2007) .
وهي عضوة في حزب العمال الأسترالي .

## التعليم
تعلمت في جامعة ويسترن أستراليا.

## مناصب وهيئات
أدارت جامعة ويسترن أستراليا.